# Powiat jampolski
Powiat jampolski – dawny powiat guberni podolskiej, siedzibą był Jampol, dziś w granicach Ukrainy.
Siedziby gmin:
1. Babczyńce(inne języki)
2. Dzygówka
3. Klębówka
4. Komargród
5. Krasne
6. Morachwa
7. Pieńkówka
8. Rożniatówka
9. Tymanówka
10. Tomaszpol
11. Czerniejowce
12. Jampol
13. Jaruga